# يوحنا فارينغتون
يوحنا فارينغتون (بالإنجليزية: John Farrington) (19 يونيو 1947 في المملكة المتحدة - ) هو مدرب كرة قدم ولاعب كرة قدم بريطاني في مركز جناح ‏. لعب مع كارديف سيتي وليستر سيتي ونادي نورثامبتون تاون ووولفرهامبتون واندررز ونادي ليمنجتون.

## وصلات خارجية
- يوحنا فارينغتون على موقع قاعدة بيانات كرة القدم.إي يو (الإنجليزية)